# Pyhäjärvi (Tampere)
Der Pyhäjärvi ist ein See in der finnischen Landschaft Pirkanmaa.
Obwohl der Name in der modernen finnischen Sprache „heiliger See“ heißt, war seine ursprüngliche Bedeutung möglicherweise „Grenzsee“.
Der Pyhäjärvi hat die Gestalt des Buchstabens „C“ mit den Städten Tampere und Nokia am nördlichen Ende sowie der Stadt Lempäälä am südlichen Ende. 
Der Pyhäjärvi hat eine Fläche von 121,61 km² und liegt auf einer Höhe von 77,2 m.
Er wird vom Wasser der Tammerkoski-Stromschnellen gespeist, welche durch das Stadtzentrum von Tampere verlaufen und das Seensystem des Näsijärvi entwässern, sowie von den Kuokkalankoski-Stromschnellen, die den See Vanajavesi entwässern und dem Pyhäjärvi an dessen Südufer zufließen.  
Den Abfluss bildet der Nokianvirta, der bei Nokia den See verlässt und dem Kokemäenjoki zufließt, welcher in den Bottnischen Meerbusen mündet.